# Typhlops capitulatus
Typhlops capitulatus är en ormart som beskrevs av Richmond 1964. Typhlops capitulatus ingår i släktet Typhlops och familjen maskormar. Inga underarter finns listade i Catalogue of Life.
Denna orm lever i Haiti. Den vistas i låglandet och i låga bergstrakter upp till 880 meter över havet. Den är vanligast på skogsgläntor. Typhlops capitulatus gräver i lövskiktet och i det översta jordlagret. Honor lägger ägg.
Beståndet hotas av landskapsförändringar. IUCN kategoriserar arten globalt som starkt hotad.